# LZ 18

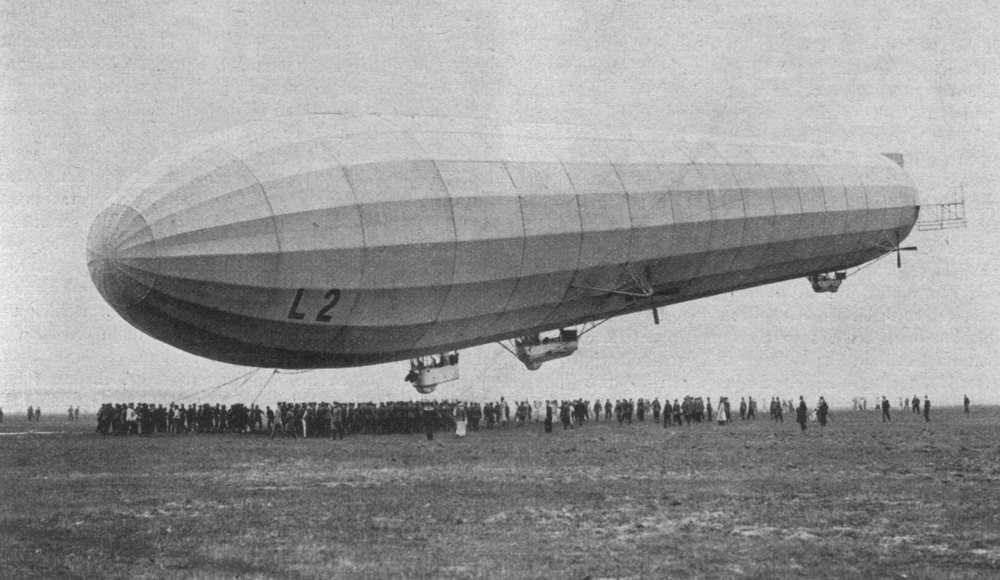
LZ 18 (L 2)

LZ 18 — второй цеппелин, закупленный для Императорского военно-морского флота Германии. Прежде чем поступить на службу во флоте, дирижабль потерпел крушение.

## Конструкция
18 января 1913 года было выдвинуто требование для военно-морских дирижаблей Германии: воздушные корабли должны обладать качествами, необходимыми для проведения бомбовых рейдов над территорией Великобритании.
Строительство дирижабля, соответствующего данным требованиям было начато в мае 1913 года. Размеры судна ограничивались вместимостью воздухоплавательной базы флота в городе Фухсбюттеле. Феликс Пицкер, военно-морской архитектор, предложил увеличить диаметр корабля, при этом не увеличивая его длину, изменив конструкцию киля корабля.
Дирижабль оснащался четырьмя двигателями Maybach CX мощностью 123 кВт каждый. Они располагались в двух моторных гондолах. Каждый двигатель имел привод на два четырёхлопастных пропеллера. 
Управление кораблём осуществлялось из гондолы управления, установленной перед передней моторной гондолой.

## Катастрофа

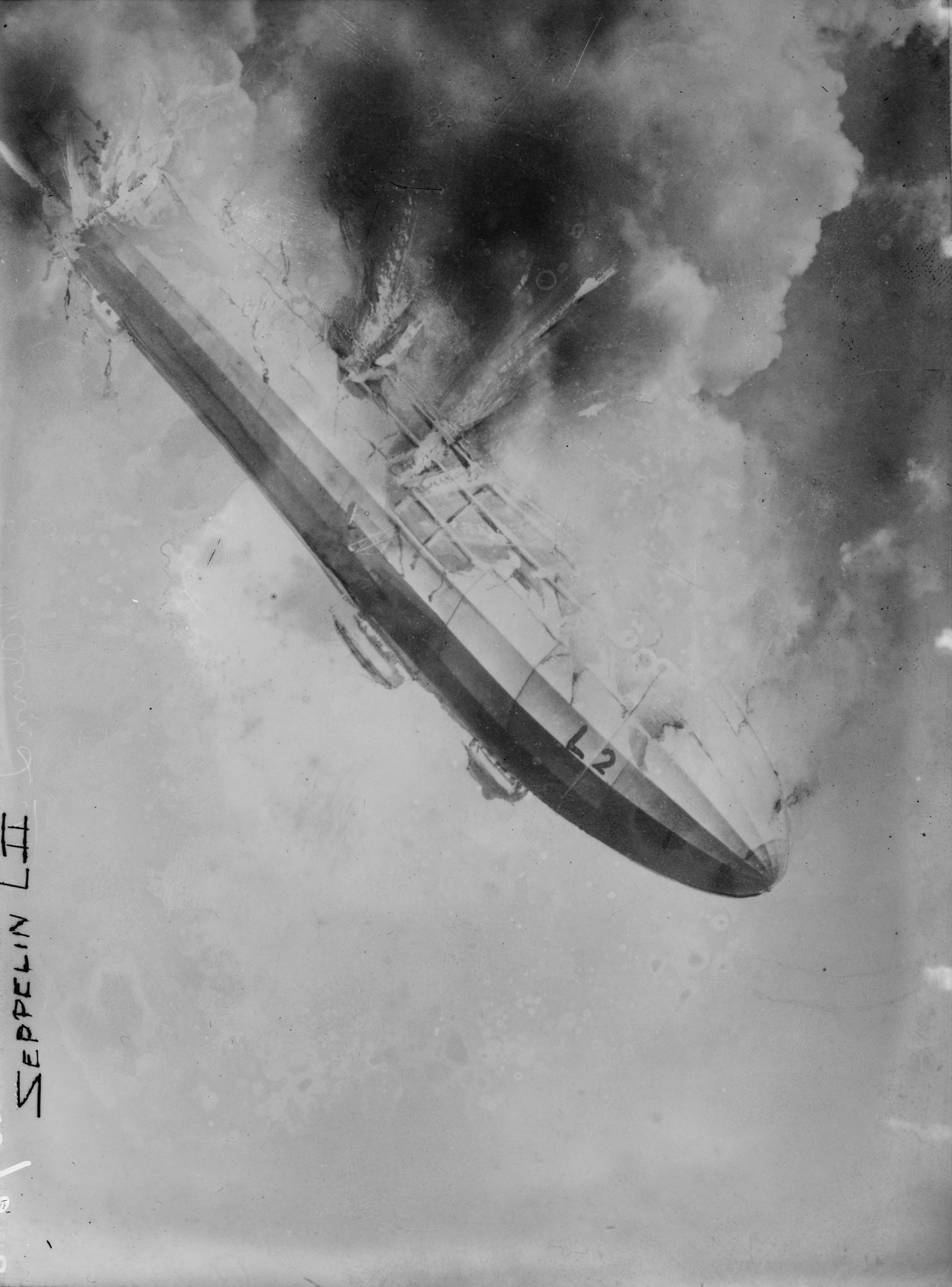
Крушение цеппелина LZ 18

6 сентября дирижабль был доставлен во Фридрихсхафен, после чего судно совершило несколько испытательных полётов. Предполагалось, что после испытаний корабль совершит крупный перелёт. Предполагалось, что за сутки дирижабль преодолеет расстояние в 700 км. Десятый полёт корабля был запланирован на 17 октября. Утром дирижабль был выведен из эллинга, но полёт откладывался, так как не заводился один из двигателей корабля. Во время двухчасового ремонта дирижабль располагался под открытым небом, что привело к нагреванию несущего газа, водорода, и его расширению, вследствие чего дирижабль начал быстро набирать высоту после взлёта. Затем для наземных наблюдателей открылся вид на пламя, охватившее часть корабля около передней мотогондолы. Произошла утечка водорода, и дирижабль начал падать. Затем произошёл взрыв, и по мере падения слышалась серия взрывов топливных баков. Три человека удалось достать из-под горящих обломков, остальные 28 пассажиров, включая Феликса Пицкера, военно-морского инженера, принимавшего активное участие в проектировании корабля, назначенного начальником Управления военно-морской авиации, погибли.
В частности, причиной аварии стала выброска несущего газа при быстром подъеме через предохранительные клапаны, недостаточно развиты на цеппелинах. Небольшое количество выпущенного газа попало в двигатель корабля, что привело к его возгоранию.

## Технические характеристики[5]
- Экипаж: 15 пилотов
- Объём: 27,000 м³
- Длина: 157,94 м
- Диаметр: 16,61 м
- Полезная нагрузка: 11 100 кг
- Силовая установка: 4 × Maybach CX по 123 кВт
- Максимальная скорость: 76 км/ч